# Константин V
Константин V Копроним (греч. Κωνσταντῖνος Ε΄ Κοπρώνυμος; 718—775) — византийский император с 741 года, сын византийского императора Льва III Исавра, иконоборец, инициатор созыва Иконоборческого собора в 754 году.

## Биография

### Правление
Константин V, бывший талантливым полководцем, до сих пор имеет славу беспощадного иконоборца, преследовавшего и казнившего многих монахов. Однако этот образ основывается на источниках победивших иконопочитателей. Само прозвище Копроним («Навозник» или «Дерьмоименный», поскольку бытовал миф, что он младенцем испражнился в купель, тем самым осквернив таинство крещения), так же как и второе — Каваллин («Кобылятник») — дали ему религиозные противники. В 729 году своим отцом Львом III был провозглашён соправителем
Среди солдат Константин пользовался большой популярностью, и с его именем в немалой степени связано восстановление могущества империи после временного упадка и вторжений Омейядов.
В 741 году муж его сестры Артавазд захватил власть в европейской части страны, в том числе и в Константинополе, Константин смог сохранить азиатскую часть страны. Но уже через год Артавазд с сыновьями были разгромлены, после чего были арестованы и ослеплены и заточены в монастырь. Константин обошёлся с участниками мятежа довольно мягко: патриарх Анастасий, короновавший Артавазда был посажен голым задом наперёд на осла и под насмешки толпы проведён по ипподрому, после чего был восстановлен в должности.
Чтобы обезопасить престол от притязаний стратигов фемы Опсикия, Константин разделил фему на Опсикий, Вукелларии и Оптимату.
В 745 году византийская армия перешла горы Тавра, отняла у арабов Германикию. В 746 году византийцы разбили арабский флот у Кипра, отняв остров у мусульман. В 751 году византийские войска дошли до Евфрата, разрушили Мелитену, Самосату, Феодосиополь; местные христиане были выведены оттуда в Византию.
В 751 году провозгласил малолетнего сына Льва IV соправителем.
Являясь ярым иконоборцем, Константин V в 754 году созвал собор под председательством митрополита Феодосия (сына императора Феодосия III), осудивший почитание икон. Ещё до начала собора императором был написан трактат, в котором он изложил свою точку зрения на эту проблему. Хотя текст трактата не сохранился, его тезисы известны из сочинений противника иконоборчества Патриарха Константинопольского Никифора. В своём сочинении император Константин осуждал не только почитание икон, но и высказывался за запрещение почитания Богоматери и святых. Позднее Константином был издан указ, законодательно закреплявший эти запреты.
Все поклонители иконами объявлялись еретиками. Многие видные защитники иконопочитания были анафематствованы, в том числе и знаменитейший православный писатель Иоанн Дамаскин. Итоги собора вызвали недовольство у монахов. В ответ по всей стране началось преследование «мраконосителей», как именовал монахов Константин. Столичные монастыри Дия, Максимина, Каллистрата, многие провинциальные были разрушены, их земли конфискованы, сотни монахов, не давших согласия на отказ от пострига, изуродованные палачами, томились в тюрьмах.
Летом 765 года император поразил христианскую столицу невиданным зрелищем: по полю городского ипподрома, попарно взявшись за руки, в позорном шествии прошли десятки монахов и монахинь, а все желающие награждали их плевками и оскорблениями. Фракисийский стратиг Михаил Лаханодракон ок. 771 года собрал в Эфесе иноков монастырей своей фемы и предложил им на выбор либо брак и мирскую жизнь, либо пытки и смерть. Многие выбрали последнее. Спасаясь от воздвигнутых властями гонений, тысячи монахов бежали из пределов империи на Запад, на Сицилию и в Рим.
Столь жестокие меры император применял лишь к иконопочитателям. Иконоборческое духовенство, в том числе и монашествующее, Константин не трогал. Что касается мирян, их за иконопочитание практически не преследовали вообще.
Вполне терпимо василевс относился и к ересям, среди которых наибольшее число приверженцев имела павликианская. Последующие массовые кровавые расправы с ними православных монархов, вне всякого сомнения, затмили все казни иконодулов при Константине.
В полемике со своими идеологическими противниками император не гнушался и откровенно сомнительных приемов: таких, как ревизия церковных документов и вообще религиозной литературы, где «неудобный» текст местами стирали или заменяли новым, отредактированным в духе иконоборчества.
Сепаратистские устремления западных городов и римского престола реализовывались под удобным предлогом защиты веры от василевса-еретика. Папа Захария, последний грек на троне, вступил в должность, не запросив согласия империи. Отныне Рим в политике стал ориентироваться на Запад, на королевство франков и его майордома Пипина Короткого, ставшего королем при активной поддержке церкви в 751 года. Взятие лангобардами Равенны в 751 году еще более уменьшило возможность восточных императоров контролировать италийские дела. Власть Константинополя сохранялась лишь в Апулии, Калаврии и на Сицилии, ее оплотом стал город Бари. Папа Стефан II лично встретился с Пипином, помазал его на царство и наградил титулом «патриция Рима», доселе принадлежавшим равеннским экзархам. Папа Стефан III осудил иконоборчество на Латеранском синоде 769 года. Свою лепту в борьбу с византийским автократором, как и при Льве III, внесли христиане, жившие под властью арабов. Иоанну Иерусалимскому приписывают злой памфлет «Против Константина V».
Враги императора в столице около 764 года организовали заговор, в число участников которого вошли высшие придворные. Двоих император казнил, остальных отправил в ссылку, назначив ежегодно по сто ударов бичами. Патриарх Константин, оказавший заговорщикам покровительство, был низложен и заточен в темницу, а год спустя обезглавлен после осмеяния на ипподроме. Его место занял славянин евнух Никита.
В 754 году Константин отказался платить дань болгарам, что привело к долгой тяжелой войне с Болгарским ханством: всего император провел девять походов против болгар. В следующем году болгары дошли до Константинополя, но в 756 году Константин V высадил десант в устье Дуная, хан Кормисош просил мира и, видимо, уступил земли к югу от Родопских гор. В 759 году болгары были разбиты при Маркеллах, а в 763 году при Анхиало. Византийцы захватили массу пленных и справили триумф. Вскоре Копроним напал на князя македонских славян Склавуна и победил его. Огромное количество покоренных славян император перевел в Малую Азию. Захватив в плен сражавшихся на стороне врага греков-перебежчиков, отказавшихся от христианства, Константин подверг их жестоким пыткам, а предводителя распорядился казнить со свирепостью, потрясающей даже для тех веков: ему отрубили руки и ноги, а затем живому взрезали живот, дабы врачи могли посмотреть на работу его органов. В 765 году снова произошла успешная экспедиция императора на Дунай, однако годом позже буря у Варны разметала византийский флот и несколько тысяч утонувших воинов для погребения ловили сетями. В 765 или 767 годах Константин неожиданно прошел через горы и сжёг селение на месте будущей столицы Болгарии — Преслава. В 768 году, когда болгарский хан Токту сам приехал в Константинополь, византийцы торжествовали победу.
Еще в 745 году он очистил от сарацин Северную Сирию, годом позже разгромил арабский флот у берегов Крита. В 750-х годах Константин перенес боевые действия в Месопотамию и Южную Армению, продвигаясь на восток, в сторону бывшей римско-персидской границы. Не надеясь удержать взятые города, он приказывал разрушать их, чтобы крепости не могли послужить опорными пунктами армий халифа, а жителей этих городов, часто павликиан, переселял в глубь империи. Опасаясь грозного противника, халиф ал-Мансур перенес столицу державы арабов из Дамаска в Багдад. В 760-х годах Константин V овладел Исаврией. В 770 году арабы, вторгшиеся в Малую Азию, были полностью разгромлены. Однако в 773 году Кипр был опустошен арабами, и после смерти Константина V (в 806 году) остров снова стал платить дань Халифату.
В 772 году в Болгарии был убит хан Токту, затем Паган, также как и его предшественник лояльный Византии, и новый хан Телериг снова начал враждебные действия против империи.
Известно, что в 773 году в войне против болгар Константин V сначала направил на врага свой основной флот, состоявший из двух сотен кораблей (chelandia), а затем сам вышел в море со своей особой флотилией «русских кораблей» (ῥούσια χελάνδια).
В борьбе с болгарами василевс широко использовал подкуп — византийское золото позволяло ему иметь в ставке их ханов обширную агентуру, а в 767 году он принял бежавшего к ромеям хана Сабина, используя его как послушную марионетку. Преемник Сабина Телериг, подозревая об измене своих приближенных, написал императору письмо, уговаривая сообщить имена «друзей империи», чтобы он, хан, смог опереться на них против оппозиции. Как ни удивительно, но Константин, человек далеко не ординарный, попался на эту приманку и выдал хану имена своих шпионов. Последний моментально всех их казнил, Константин же, узнав о происшедшем, «рвал на себе седые волосы»
При Константине V в 740-х годах чума опустошила европейские владения Византии. Константин переселил в столицу немало жителей Греции — это облегчило славянскую колонизацию.
В 774 году пала последняя опора лангобардов в Италии, Павия, которую король Дезидерий сдал войскам Карла Великого. Сын последнего короля лангобардов нашел убежище в Константинополе.
Константин V тяжело заболел во время своего девятого похода в Болгарию. Солдаты донесли василевса на носилках до Силимврии, откуда умирающего Копронима повезли морем. До столицы он не доплыл: 14 сентября 775 года император Константин скончался на корабле.

### Семья и личность
Константин был сыном Льва III Исавра и его жены Марии. Как сообщает Феофан, во время крещения Константин испражнился в святую купель, что уже тогда патриархом Германом было истолковано как дурное предзнаменование. Константин рос беспощадным и бескомпромиссным человеком. Враги его, иконопочитатели, обвиняли во всех смертных грехах, и даже называли его «Антихристом во плоти». В то же время Константин был прекрасным полководцем, за что был любим в военных кругах.
Был в нескольких браках: первый с хазаринкой Чичак, родственницей кагана Вирхора, в крещении принявшей имя Ирина (его женил отец). В 750 году у них родился сын Лев. Вторую его жену звали Марией. Кроме этого, был женат третьим браком на Евдокии. Сыновей от неё — Христофора и Никифора — он сделал кесарями, а Никиту — нобилиссимом.